# Artibeus inopinatus
Artibeus inopinatus là một loài động vật có vú trong họ Dơi mũi lá, bộ Dơi. Loài này được Davis & Carter mô tả năm 1964.